# Malayalam

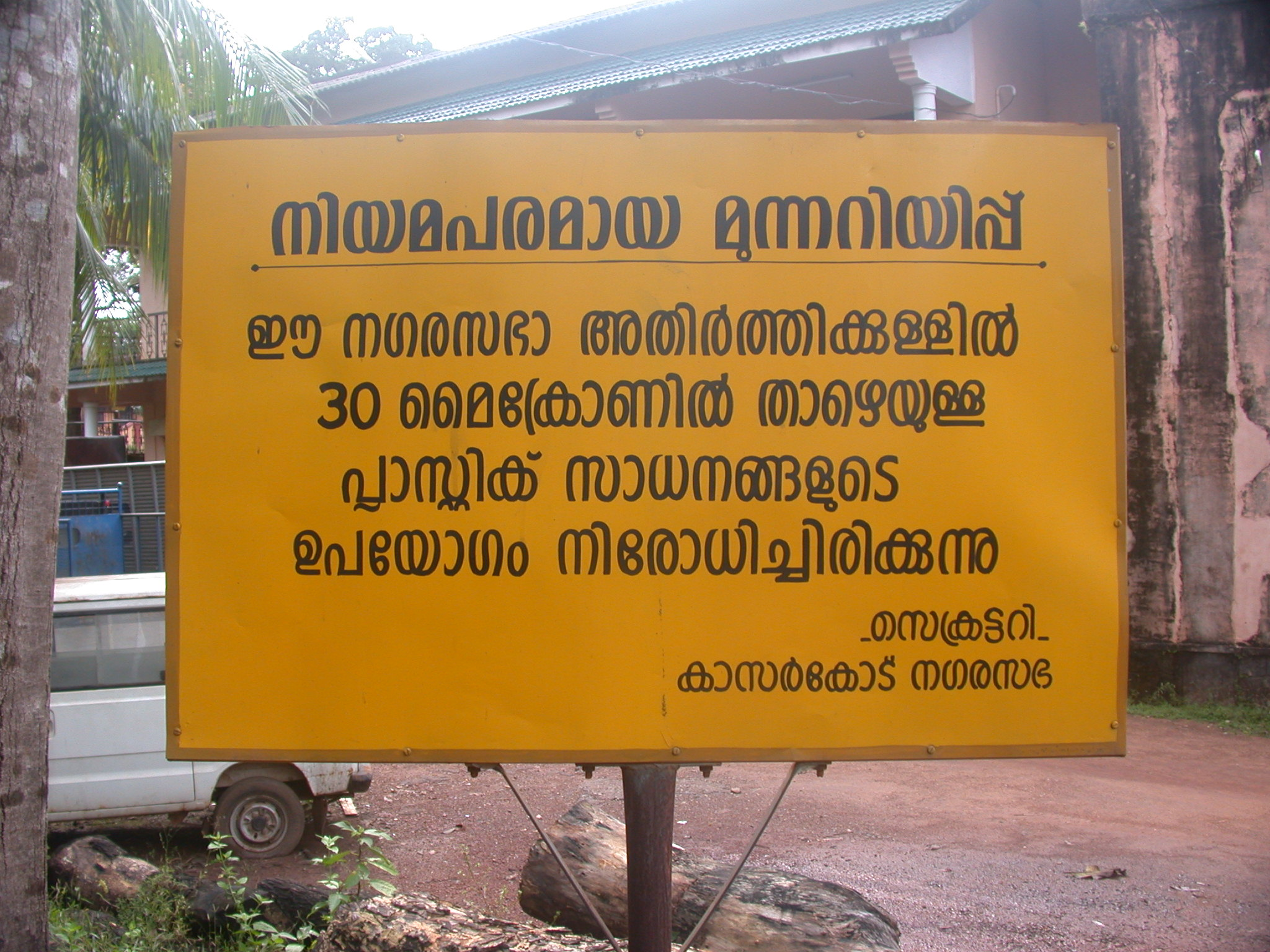
Informatiebord, geschreven in het Malayalam

Malayalam (മലയാളം) is een lid van de zuidelijke groep van de Dravidische talen. Het is de officiële taal van de zuidwestelijke Indiase staat Kerala, alsmede de officiële taal van het unieterritorium de Laccadiven. Daarnaast wordt de taal gesproken in enkele aan Kerala grenzende districten en door sommige Indiase minderheden in de Arabische landen.
Het Malayalam is tussen 800 en 1000 ontstaan uit de westelijke dialecten van Tamil doordat deze door de West-Ghats van de rest van het taalgebied gescheiden waren. Het verloor de overeenkomst tussen werkwoord en onderwerp. Ook heeft het een eigen schrift. Het eerste literaire werk in deze taal, Ramaciaritam, werd waarschijnlijk geschreven in de twaalfde eeuw. In de Middeleeuwen was er een literaire stijl genaamd manipravalam, die bestond uit het vrije gebruik van lexicale bronnen van zowel Malayalam als Sanskriet in één werk. In tegenstelling tot Tamil bevat de woordenschat van Malayalam nog steeds een groot percentage van de Sanskriet leenwoorden.
De taal heeft circa 35,7 miljoen sprekers.

## Media
- Siraj Daily is een Malayalam-talig dagblad met edities in Kozhikode, Thiruvananthapuram, Kochi, en Kannur.
- Malayalam dagblad Thejas wordt uitgegeven sinds 2006 in Kozhikode in deelstaat Kerala.